# ويليام بينهيرو رودريغيز
ويليام بينهيرو رودريغيز (بالبرتغالية: William Pinheiro Rodrigues‏) (مواليد 19 يوليو 1989)، هو لاعب كرة قدم كان يلعب كلاعب وسط.

## وصلات خارجية
- ويليام بينهيرو رودريغيز على موقع Soccerway.com (الإنجليزية)